# Rudolf Borch
Rudolf Borch (* 16. Juni 1891 in Flensburg; † 14. Oktober 1949 in Braunschweig) war ein deutscher Lehrer, Schriftsteller, Schopenhauer-Bibliograph und Familienforscher.

## Leben
Der Kaufmannssohn Rudolf Borch zog 1891 mit seinen Eltern von Schleswig nach Wolfenbüttel. Dort absolvierte er die Bürgerschule und anschließend die städtische Realschule. Er ließ sich zum Lehrer ausbilden und schloss im Frühjahr 1911 das Lehrerseminar ab. Borch arbeitete nachfolgend als Hilfslehrer an Schulen in Linden (Wolfenbüttel), Greene, Kissenbrück und Seinstedt. Er erhielt 1918 eine Festanstellung in Allrode im Harz und unterrichtete zuletzt in Braunschweig.
Borch war bereits in jungen Jahren ein Anhänger des Philosophen Arthur Schopenhauer. Nach der Veröffentlichung seines Werkes Einführung in eine Geistesgeschichte im Jahre 1912 schlug ihn der Philosoph Paul Deussen zum Bibliographen der 1911 von Deussen gegründeten Schopenhauer-Gesellschaft und ihres Jahrbuchs vor. Diese Aufgabe übernahm Borch bis zu seinem Tod im Jahre 1949. Er war bekannt mit den Schriftstellern Richard Dehmel, Johannes Schlaf und Richard von Schaukal. Gemeinsam mit Ludwig Bäte und Kurt Meyer-Rotermund publizierte er mehrere Arbeiten über Johannes Schlaf. Daneben enthält sein schriftstellerisches Werk eine Biographie über Alexander von Humboldt und einen Bilderatlas zur Geschichte der Pädagogik (1920).
Borch betrieb jahrelange genealogische Forschungen, insbesondere über die Familiengeschichte des Mathematikers Carl Friedrich Gauß und des Dichters Gotthold Ephraim Lessing. Er war 1925 Mitbegründer und langjähriger Vorsitzender des Vereins Braunschweiger Genealogischer Abend. Im Jahre 1927 rief er in Hildesheim die Ostfälische Familienkundliche Kommission ins Leben, deren Geschäftsführer er wurde.
Borch ist im letztmals vor seinem Tod erschienenen Braunschweiger Adressbuch von 1942 mit der Adresse Sophienstraße 31 verzeichnet. Er starb im Oktober 1949 in Braunschweig. Seine umfangreiche Privatbibliothek mit einem bedeutenden Anteil an Schopenhauer-Literatur befindet sich heute im Besitz der Stadtbibliothek Braunschweig. Den handschriftlichen Nachlass verwahrt seit 1959 das Stadtarchiv Braunschweig. Ein markantes Porträt Borchs, von Ulfert Wilke 1935 in Öl geschaffen, ist im Besitz des Städtischen Museums Braunschweig. Es ist auf dem Einband des Braunschweigischen Biographischen Lexikons abgebildet.

## Schriften (Auswahl)
- Alexander von Humboldt : Sein Leben in Selbstzeugnissen, Briefen und Berichten, Berlin, 1949.
- Aus d. Geschichte d. Braunschweiger Stadtarchivs : Festgabe für Prof. Dr. Heinrich Mack zu seinem 75. Geburtstage, Braunschweig, 1942.
- Schopenhauer : Sein Leben in Selbstzeugnissen, Briefen u. Berichten, Propyläen-Verlag, Berlin, 1941.
- Ahnentafel des Mathematikers Carl Friedrich Gauß, 1929.
- Die Begriffsbestimmung der Genealogie : Vortrag, gehalten auf der Tagung des Gesamtvereins der deutschen Geschichts- und Altertumsvereine in Speyer, Leipzig, 1929 (online).
- Übersicht über die Kirchenbücher der Stadt Braunschweig : Mit Einschluß der Synagogenbücher, Leipzig, 1927.
- Das Johannes Schlaf-Buch. Zu seinem 60. Geburtstag (mit Kurt Meyer-Rotermund u. Ludwig Bäte), 1922.
- Bilderatlas zur Geschichte der Pädagogik, Wolfenbüttel, 1920.
- Einführung in eine Geistesgeschichte, Verlag Alfred Janssen, Hamburg, Berlin, 1912.